# Горин
Горин (на украински: Горинь; на беларуски: Гарынь; на руски: Горынь) е река, протичаща по територията на Тернополска, Хмелницка и Ровненска област в Украйна и Брестка област в Беларус, десен приток на Припят (десен приток на Днепър). Дължина – 659 km. Площ на водосборния басейн – 27 700 km².
Река Горин води началото си от югоизточните склонове на Кременецкото възвишение (част от Подолското възвишение), северозападно от село Волица, Тернополска област, на 377 m н.в. Генералното направление на реката е северно, но по пътя си прави стотици завои, меандри и креволици във всички посоки. В горното и част от средното си течение протича по Волинското възвишение в тясна долина със стръмни склонове. В северната част на Ровненска област навлиза в Полесието, като тече по широка и силно заблатена заливна тераса, осеяна със стотици вторични ръкави и старици. В района на село Бухличи (Беларус) навлиза на беларуска територия. В най-долното си течение протича през Пинските езера. Влива се отдясно в река Припят (десен приток на Днепър) на 10 km северно от град Давид Городок (Брестка област), на 125 m н.в.
Река Горин приема множество предимно малки притоци: леви – Горинка, Вилия, Усте, Стубля; десни – Журак, Полква, Цветоха, Утка, Замчиска, Случ (най-голям приток). Среден годишен отток в устието 90 m²/s. Плавателна е на 20 km от устието, до град Давид Городок.
По бреговете и долината на Горин са разположени множество населени места:
Украйна
- Тернополска област – сгт Вишневец и Лановци;
- Хмелницка област – градове Изяслав, Славута и Нетешин, сгт Ямпол и Белогоре;
- Ровненска област – град Дубровица, сгт Гоща, Оржев и Степан;

Беларус
- Брестка област – градове Столин и Давид Городок.

## Топографска карта
- М-35-А М 1:500000[2]
- М-35-В М 1:500000[3]